# 노령화지수
노령화지수(ageing index, 老齡化指數)는 유소년층 인구(0~14세)에 대한 노년층 인구(65세 이상)의 비율이다.
대한민국의 노령화지수는 1995년 추계 24.46 %로 세계 평균치인 19.1%를 상회하여 노령화사회로 접어들었음을 알려준다. 한국의 노령화 지수는 2003년 41.3%, 2004년 44.1%., 2005년 47.3%, 2006년 51.0%, 2007년 55.1%, 2008년 59.3%, 2009년 63.6%, 2010년 67.7%, 2011년 72.4%, 2012년 77.7%를 기록하고 있다.

## 같이 보기
- 고령화사회